# Dendrocalamus sahnii
Dendrocalamus sahnii là một loài thực vật có hoa trong họ Hòa thảo. Loài này được H.B.Naithani Bahadur mô tả khoa học đầu tiên năm 1982.